# Herb Kostaryki
Herb Kostaryki ma postać tarczy herbowej z umieszczonymi na niej wizerunkami dwóch okrętów i lądu o trzech górskich szczytach. Okręty przypominać mają o związanej z morzem przeszłości kraju, zaś góry nawiązują do istniejących w Kostaryce wulkanów. Pas lądu, a po jego obu stronach woda pokazuje położenie kraju pomiędzy dwoma oceanami: Atlantyckim (a dokładniej: Morzem Karaibskim) i Spokojnym. Nad oceanem znajduje się wschodzące słońce.
U góry umieszczono 7 gwiazd, odpowiadających liczbie prowincji kraju, zaś nad nimi - wstęgę z oficjalną nazwą państwa w języku hiszpańskim: REPUBLICA DE COSTA RICA. 
Ponad tarczą herbową umieszczono błękitną wstęgę z napisem America Central (Ameryka Środkowa)
Herb Kostaryki przyjęty został 29 września 1848 roku, modyfikowany 27 listopada 1906 r., innej zmiany dokonano  21 października 1964 r., kiedy to dodano dwie gwiazdy, co było spowodowane zmianą ilości prowincji z 5 do 7. W obecnej formie obowiązuje od 5 maja 1998 r., kiedy to dokonano nieznacznej zmiany i dodano obłoczki nad wulkanami.

## Herby prowincji

Alajuela
Cartago
Guanacaste
Heredia
Limón
Puntarenas
San José

## Historia

Godło Zjednoczonych Prowincji Ameryki Środkowej od 1823  do listopada 1824
Godło Z.P.A.Ś. od 1824  do 1840
Godło Kostaryki w Z.P.A.Ś. od 1824 do 1840, oraz niezależnej Kostaryki 1842 1848
Godło niepodległej Kostaryki od 1840 do 1842
Herb Kostaryki od 1848 do 1906
Herb Kostaryki od 1906 do 1964
Herb Kostaryki od 1964 do 1998